# 津浪站
津浪站（日语：／ Tsunami eki */?）是位於廣島縣山縣郡加計町（現時：安藝太田町）大字津浪，西日本旅客鐵道（JR西日本）可部線的鐵路車站（廢站）。

## 歷史
- 1954年（昭和29年）3月30日：國鐵可部線布站至加計站開通，此站啟用[1]。當時為客運車站[1]。
- 1987年（昭和62年）4月1日：伴隨國鐵分割民營化，車站由西日本旅客鐵道（JR西日本）營運[1]。
- 2003年（平成15年）12月1日：車站廢除。

### 站名的由來
車站名稱取自附近的大字。車站所在地原本是津浪村。而該村名的由來是山泥傾瀉（日文又稱「山津浪」）。

## 車站構造
此站是地面車站，設有1面1線的單式月台。此站為一座無人車站，沒有站舍，月台上設有候車室。

## 車站周邊
車站位於山中。附近設有與可部線並行的太田川和國道191號。車站鄰接該國道。
在車站北邊130米處設有國道191號和國道433號分支點。
在車站南邊500米處可到達太田川分支的小河流，沿河流前進800米可到達加計町立（當時）津浪小學。在該河流分支的南邊設有中國自動車道的高架橋。

## 現狀
車站遺址在2011年建設了「平台之家津浪」。

## 相鄰車站
西日本旅客鐵道（JR西日本）
可部線
田之尻－津浪－香草

## 相關項目
- 日本鐵路車站列表 Tsu

## 外部連結
- 津浪站，存于 - JR西日本